# 경정 (상나라)

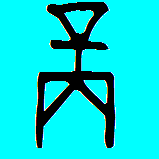

경정(庚丁)은 상나라의 27대 군주이다. 갑골문에는 강정(康丁) 또는 강조정(康祖丁)으로 적혀 있다. 성은 자(子)이고 이름은 효(嚣)이고 전임 국왕 늠신의 동생이다.
갑오(甲午)년에 즉위하였고 수도는 은(殷)이었다. 죽서기년에 의하면 8년간 재위에 있었고 사후에 아들인 무을이 뒤를 이었다.